# Wilhelm Tamm
För andra betydelser, se Wilhelm Tham.
Wilhelm Adolf Tamm, född den 26 maj 1867 i Film, död den 8 april 1951, var en svensk jurist och ämbetsman. Han var son till överståthållaren, friherre Gustaf Tamm.
Tamm blev juris kandidat vid Uppsala universitet 1891, 2:e polisintendent i Stockholm 1899, 1:e polisintendent 1903 och polismästare 1908. Han var underståthållare 1918–1930. 

## Utmärkelser

### Svenska utmärkelser
- Kommendör med stora korset av Nordstjärneorden, 16 juni 1928.[1]
- Kommendör av första klassen av Nordstjärneorden, 6 juni 1916.[1]
- Kommendör av andra klassen av Nordstjärneorden, 20 juli 1912.[1]
- Riddare av Nordstjärneorden, 6 juni 1909.[1]
- Riddare av Vasaorden, 1 december 1903.[1]
- Konung Gustaf V:s olympiska minnesmedalj, 1912.[1]

### Utländska utmärkelser
- Kommendör av andra klassen av Badiska Zähringer Löwenorden, juli 1909.[1]
- Kommendör av andra graden av Danska Dannebrogorden, 2 november 1911.[1]
- Officer av Franska Hederslegionen, juli 1908.[1]
- Storofficer av Franska Svarta Stjärnorden, 1918.[1]
- Kommendör av Italienska Kronorden, 1913.[1]
- Riddare av andra klassen av Preussiska Kronorden, augusti 1908.[1]
- Riddare av andra klassen med kraschan av Ryska Sankt Stanislausorden, juni 1909.[1]
- Riddare av fjärde klassen av Storbritanniska Victoriaorden, 1 april 1908.[1]